# Joe Louis Clark
Joe Louis Clark (8 de mayo de 1938-29 de diciembre de 2020) fue un educador estadounidense, director de Eastside High School de Paterson en el estado de Nueva Jersey. También fue el tema principal de la película de 1989 Lean on Me, protagonizada por Morgan Freeman. 
Clark ganó la atención del público en la década de 1980 por sus medidas disciplinarias poco convencionales y controvertidas como director de Eastside High.

## Biografía
Creció en Newark una ciudad del estado de Nueva Jersey y asistió a Central High School. Era visto como un educador que no temía ser duro con los estudiantes difíciles, uno que a menudo cargaba un megáfono o un bate de béisbol en la escuela. Durante su tiempo como director expulsó a más de 300 estudiantes que frecuentemente llegaban tarde o faltaban a la escuela, vendían o usaban drogas o causaban problemas en la escuela. Las prácticas de Clark resultaron en puntajes promedio ligeramente más altos para Eastside High durante la década de 1980. Después de su mandato como director de Eastside High, se desempeñó más tarde como director de la Casa de Detención de menores del Condado de Essex en Newark.

### Fallecimiento
Falleció el 29 de diciembre de 2020 a los 82 años, tras una larga enfermedad.

## Legado
El artículo de portada de la revista Time señala que el estilo de Clark como director fue principalmente de naturaleza disciplinaria, centrado en fomentar el orgullo escolar y el buen comportamiento, aunque Clark también fue retratado como un exactivista social en la película Lean on Me. El uso de la fuerza por parte de Clark puede librar a la escuela de estudiantes no deseados, comentó el director de Boston, Thomas P. O'Neill Jr., pero también puede estar perdiendo niños que podrían tener éxito. George McKenna, exdirector de Washington Preparatory High School en Los Ángeles, a menudo citado como contemporáneo de Joe Clark como reformador escolar con un enfoque igualmente extrovertido, también fue crítico. Nuestro papel es rescatar y ser responsables, dijo McKenna a Time. Si los estudiantes no fueran niños negros pobres, Joe Clark no sería tolerado.
Otros educadores defendieron y elogiaron a Clark. No se puede usar un estilo democrático y colaborativo cuando la crisis es desenfrenada y reina el desorden, dijo Kenneth Tewel, exdirector. Necesitas un autócrata para controlar las cosas. Algunos críticos se enfocaron en el hecho de que mientras Clark había restablecido la limpieza y el orden, los puntajes de educación no habían mejorado sustancialmente, lo que resultó en que el estado asumiera el control de Eastside High un año después de la partida de Clark en 1991.
La crítica separada se centró en el impacto social de expulsar a los estudiantes delincuentes para mejorar los puntajes de las pruebas, afirmando que deshacerse de los problemáticos estudiantes de bajo rendimiento simplemente trasladó los problemas de la escuela a la calle. Clark defendió la práctica, diciendo que los maestros no deberían tener que perder su tiempo con estudiantes que no quieren aprender. Sin embargo, Time señaló que la tasa nacional de abandono de estos estudiantes seguía siendo alta en todo el país, con pocas alternativas disponibles, y que cada escuela del centro de la ciudad que había podido revertir la tendencia lo había hecho a través de un director audaz y duradero como Clark, quien fue capaz de mantener o restaurar el orden sin abandonar a los estudiantes que están en problemas.